# Quatuor à cordes no 7 de Beethoven
Op. 59 « Razumovsky » : no 1
Pour les articles homonymes, voir Quatuor à cordes no 7.
Le Quatuor à cordes en fa majeur, opus 59 no 1, est le septième des seize quatuor à cordes de Ludwig van Beethoven. Il fut composé entre mai et juillet 1806 et publié en janvier 1808. Il est le premier des trois quatuors dédiés au prince Andreï Razumovsky, dont il porte le nom.

## Présentation de l'œuvre

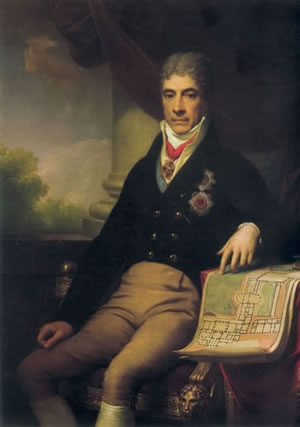
Portrait du comte Andreï Razoumovski
J.B. Lampi

Ce quatuor est écrit au cours de la très fertile année 1806 qui voit également la composition des deux autres quatuors du même opus (no 8 et no 9) ; du Quatrième Concerto pour piano ; de la Quatrième Symphonie et du Concerto pour violon. Il est composé très rapidement et créé par le Quatuor Schuppanzigh l'année suivante.
L'édition originale est réalisée à Vienne par le Bureau d'Art et d’Industrie entre l'été 1807 et janvier 1808. Le titre est en français : « Trois Quatuors pour deux violons, Alto et Violoncello. Composés par L.v.Beethoven ». La dédicace à son excellente Monsieur le comte de « Rasoumoffsky » est gravée après la page de titre.
Beethoven est particulièrement fier de ces trois quatuors de l'opus 59, mais celui-ci, comme les deux autres, suscite à son époque, l'incompréhension du public, des critiques et des exécutants. Au violoniste Radicati qui lui déclarait que ce n'était pas de la musique, Beethoven répondit : « Ce n'est pas pour vous ! C'est pour les temps à venir. ». Et à Schuppanzigh qui se plaignait de la difficulté technique du quatuor, il aurait répondu : « Croyez-vous que je pense à vos misérables cordes quand l'esprit me parle ? » .
Selon Walter Willson Cobbett : “…de tous les thèmes de Beethoven, le plus impressionnant et le plus obsédant est celui des premières mesures de ce quatuor confié au violoncelle... ».
Les thèmes généraux des deux premiers mouvements se retrouvent presque à l'identique dans les deux premières parties du Trio « à l'Archiduc ».
Le quatuor comporte quatre mouvements et sa durée d’exécution est d'environ 40 minutes, ce qui en fait le plus long des quatuors de la période médiane :
1. Allegro, à , en fa majeur
2. Allegretto vivace e sempre scherzando, à 
, en si bémol majeur
3. Adagio molto e mesto, à 
, en fa mineur
4. Thème russe: Allegro, à 
, en fa majeur

## Repères discographiques
- Quatuor Busch, 1942 (Sony)[10]
- Quatuor Fine Arts, 1965 (Concert Disc)
- Quatuor Végh, 1974 (Auvidis-Valois)[11]
- Quartetto Italiano, 1974 (Philips)
- Quatuor Alban Berg, 1979 (EMI)[12],[13]
- Quatuor Talich, 1980 (Calliope)[14]
- Quatuor Takács, 2002 (Decca)[15]
- Quatuor Pražák, 2005 (Praga)
- Quatuor Artemis, 2011 (Virgin Classics)[16]
- Quatuor Belcea, 2012 (Zig-Zag Territoires)
- Quatuor Ébène, 2020 (Erato), enregistrement en concert à Vienne (Australie - 11 juin 2019)